# Macrocheles merdarius
Espèce
Synonymes
- Holostaspis merdarius Berlese, 1889
(protonyme)

Macrocheles merdarius est une espèce d'acariens de la famille des Macrochelidae.